# Río Indio (Coclé)
Río Indio es un corregimiento del distrito de Penonomé en la provincia de Coclé, República de Panamá. La localidad tiene 5.240 habitantes (2010).